# Milan Krupčík
Milan Krupčík (* 25. listopadu 1961) je bývalý československý fotbalista, obránce.

## Fotbalová kariéra
Odchovanec FK Senica. V lize hrál za Inter Bratislava a Duklu Banská Bystrica. V lize nastoupil ke 106 utkáním. V Poháru vítězů pohárů nastoupil ve 4 utkáních.